# Asan Point
Asan Point är en udde i Guam (USA).   Den ligger i kommunen Asan-Maina, i den västra delen av Guam, 4 km väster om huvudstaden Hagåtña.